# 佐久間孝正
佐久間孝正（さくま こうせい、1943年- ）は、日本の社会学者。東京通信大学人間福祉学部教授。東京女子大学名誉教授。

## 来歴
宮城県生まれ。1967年東北大学教育学部社会学科卒、1970年同大学院教育学研究科教育学専攻博士課程中退。1988年「ウェーバーと比較社会学 「人格化」と「物象化」の東西文化比較」で東北大学より教育学博士の学位を取得。1970年東北大学助手、75年東京女子大学講師、77年助教授、86年教授、2002年名誉教授、立教大学社会学部教授、2010年退職。2018年より東京通信大学人間福祉学部教授。

## 著書
- 『イギリスの文化と生涯教育 ケンブリッジの夜間学校』人間の科学社 1983
- 『ウェーバーとマルクス』世界書院 社会科学選書 1984
- 『ウェーバーと比較社会学 「人格化」と「物象化」の東西文化比較』創風社 1986
- 『英国の生涯学習社会 反サッチャリズムとこれからの日本』国土社 1989
- 『イギリスの多文化・多民族教育 アジア系外国人労働者の生活・文化・宗教』国土社 1993
- 『変貌する多民族国家イギリス 「多文化」と「多分化」にゆれる教育』明石書店 世界人権問題叢書 1998
- 『外国人の子どもの不就学 異文化に開かれた教育とは』勁草書房 2006
- 『移民大国イギリスの実験 学校と地域にみる多文化の現実』勁草書房 2007

政府内懇談会における提言』勁草書房 2011
- 『在日コリアンと在英アイリッシュ :オールドカマーと市民としての権利』東京大学出版会 2011

### 共編著
- 『現代の社会学史』編著 創風社 1990
- 『苦悩する先進国の生涯学習』黒沢惟昭共編著 社会評論社 1996
- 『世界の教育改革の思想と現状』黒沢惟昭共編 理想社 2000
- 『新世紀社会と人間の再生』北村寧,藤山嘉夫共編著 八朔社 2001
- 『移動するアジア 経済・開発・文化・ジェンダー』林倬史,郭洋春共編著 明石書店 平和・コミュニティ叢書 2007

### 翻訳
- ムハンマド・アンワル『イギリスの中のパキスタン 隔離化された生活の現実』明石書店 世界人権問題叢書 2002

## 参考
- 「佐久間孝正先生略年譜・業績一覧 (佐久間孝正先生退職記念号)」『応用社会学研究』第52号、立教大学、2010年、155-163頁、doi:10.14992/00001910、ISSN 03876756、NAID 110007528437。

- 『外国人の子どもの教育問題』著者紹介